# تپه الف ورزقان
تپه الف ورزقان مربوط به هزاره اول قبل از میلاد - دوره اشکانیان است و در ۱ کیلومتری شرق ورزقان واقع شده و این اثر در تاریخ ۱۲ شهریور ۱۳۸۶ با شمارهٔ ثبت ۱۹۳۴۸ به‌عنوان یکی از آثار ملی ایران به ثبت رسیده است.